# Criollo antillano
El patwa, criollo antillano o patois es una lengua criolla derivada del francés, con elementos de lenguas africanas, hablada principalmente en Dominica y Santa Lucía. Es conocida por sus hablantes como patwa (patois). No debe confundirse con el criollo haitiano que tiene muchas diferencias, aunque son mutuamente inteligibles. Fue muy hablada antes en las Antillas Menores, pero ha desaparecido de Trinidad y Tobago y su número de hablantes está declinando en Granada. 
En Dominica se hacen esfuerzos para preservar esta lengua, así como en Trinidad y Tobago. El criollo hablado en Martinica, San Bartolomé y Guadalupe es la misma lengua, pero en estas islas está sujeto a la influencia continua del acrolecto francés.
En Venezuela es hablada principalmente en Macuro, Güiria, Irapa y El Callao.
En Panamá fue introducido por los trabajadores antillanos del Canal de Panamá y aún sobrevive en los antiguos barrios obreros del Canal en la Ciudad de Panamá como Calidonia, El Chorrillo, Curundú, entre otros.
Es usada como un medio de comunicación para las poblaciones migrantes que viajan entre los territorios de habla francesa e inglesa.
Los códigos de Ethnologue para el criollo francés guadalupano (hablado en Guadalupe y Martinica) y del criollo francés de Santa Lucía (hablado en Dominica y Santa Lucía), poseen las respectivas ISO 639-3: gcf y acf. Sin embargo, observa que su tasa de comprensión es del 90 %, lo que los califica como dialectos de una misma lengua.

## Historia
En las últimas décadas, se ha pasado de considerar el patwa como un signo de estatus socioeconómico más bajo y prohibirlo en los patios de las escuelas, a tenerlo por una marca de orgullo nacional.
En la década de 1970 se produjo un «renacimiento literario» del criollo en las islas de habla francesa de las Antillas Menores, con escritores como Raphaël Confiant y Monchoachi. Edouard Glissant ha escrito teórica y poéticamente acerca de su significado y de su historia.

## Ejemplos

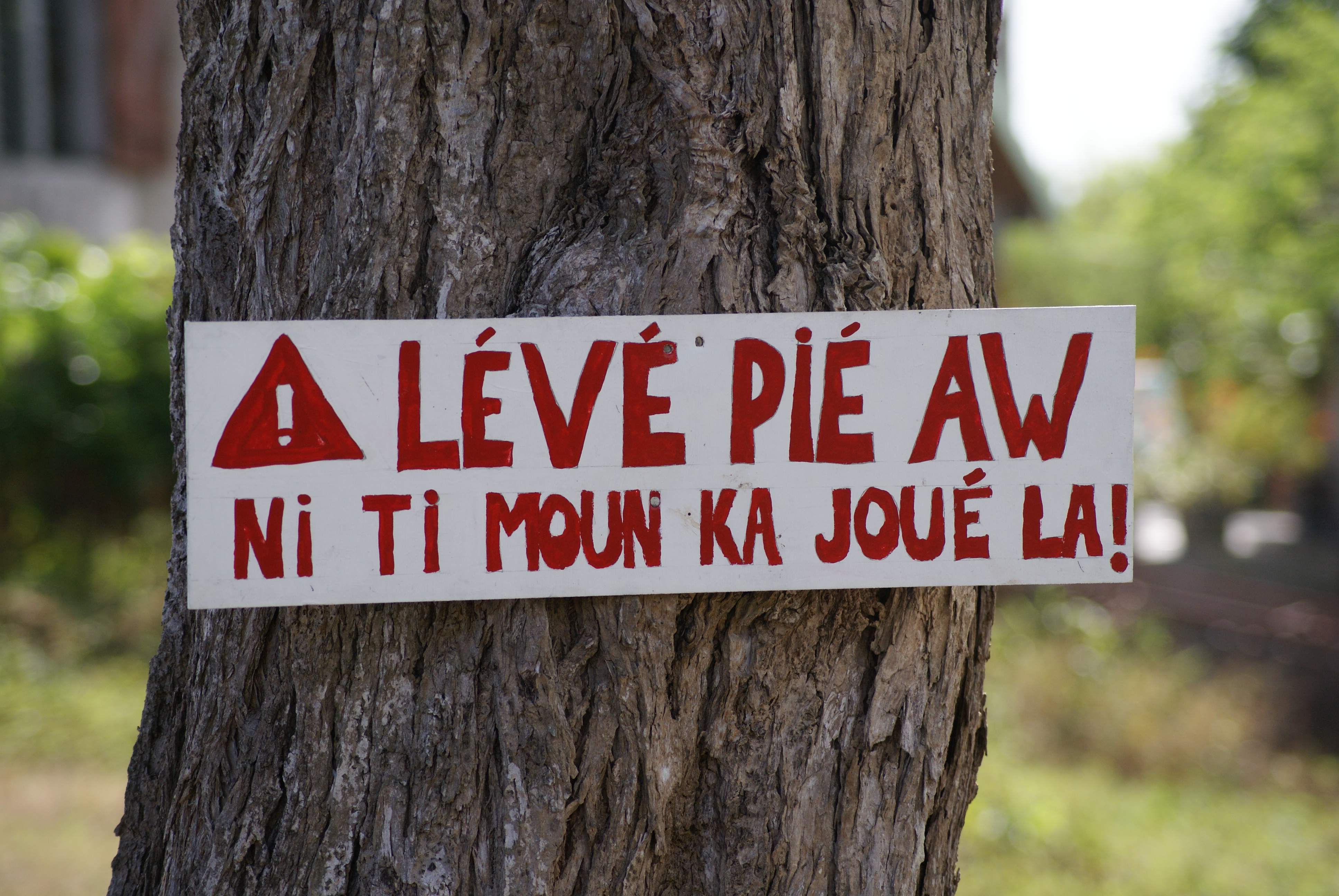
Cartel en Guadalupe en criollo antillano,

- Hola o buenos días - Bózu /bozu/.
- Por favor - S'u plè /su plɛ/.
- Gracias - Mèsi /mɛsi/.
- Disculpe - Padon /padɔ̃/.
- Está lloviendo - lapli ka tonbé
- Hoy es un día lindo/hermoso - jodi-a sé an bel jounin / yon bel jou jodi-a bel
- ¿Cómo estás tú? - ka ou fè? (Guadalupe) / sa ou fè? (Martinica)
- Anne es mi hermana/madre/esposa - Ann sé sè/manman/madanm (an) mwen
- Andy es mi hermano/padre/marido - Andy sé fwè/papa/mari (an) mwen
- Él va a la playa - i ka alé bodlanmè-a/laplaj